# Brickellia atractyloides
Brickellia atractyloides es una especie de planta fanerógama perteneciente a la familia de las asteráceas.

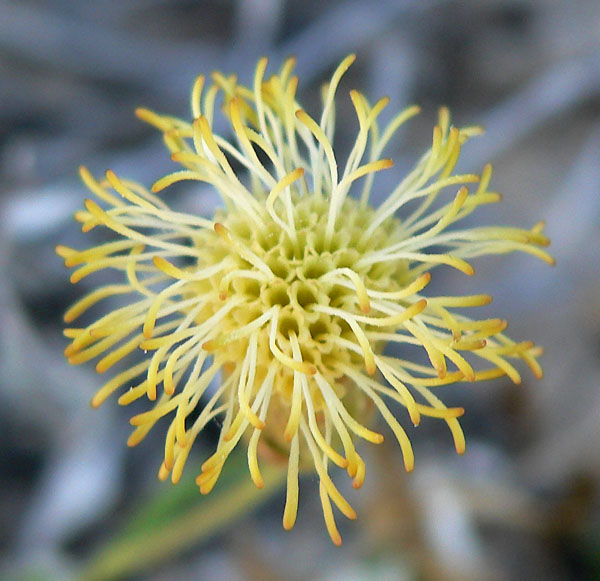
Flor

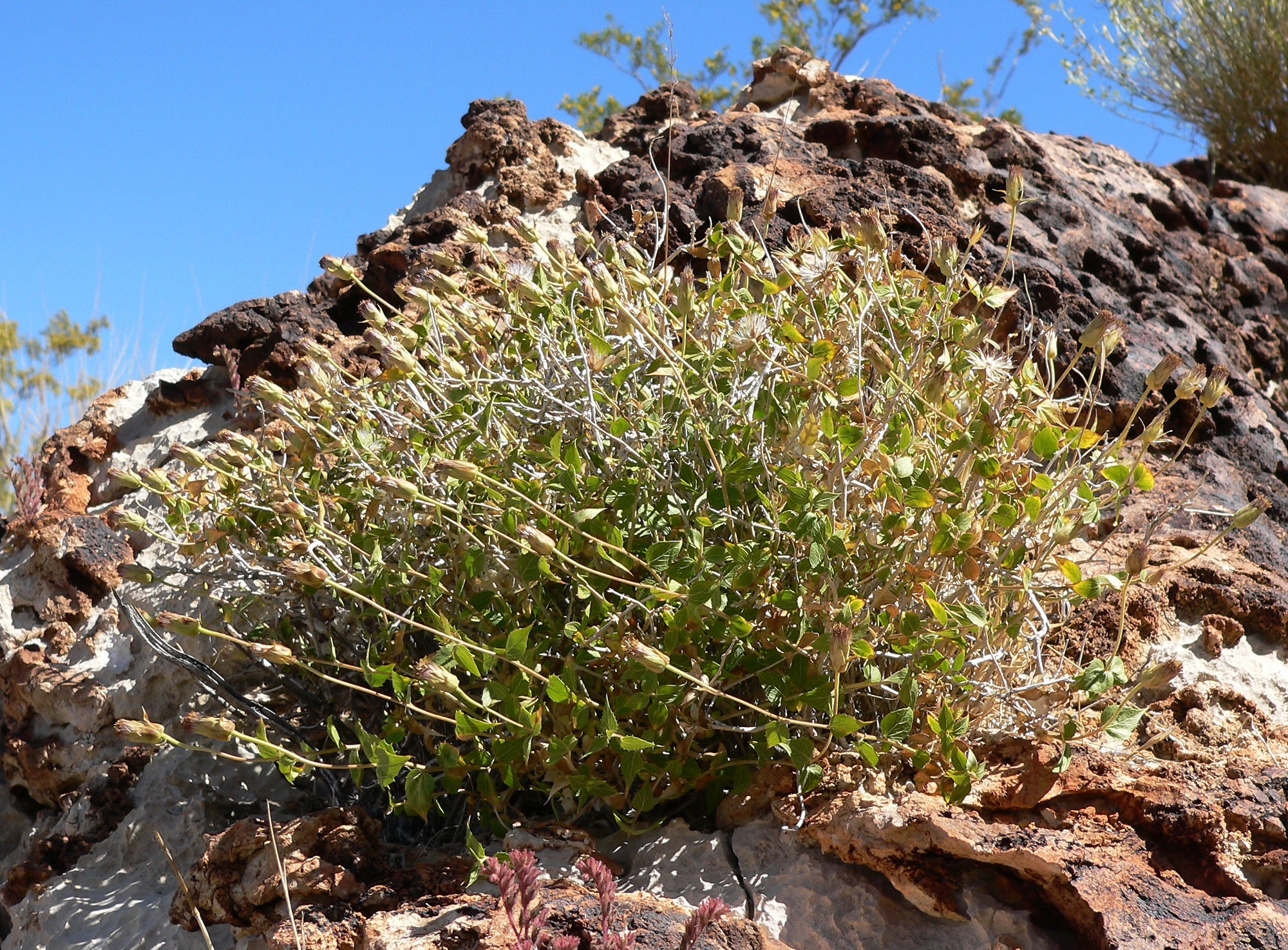
En su hábitat

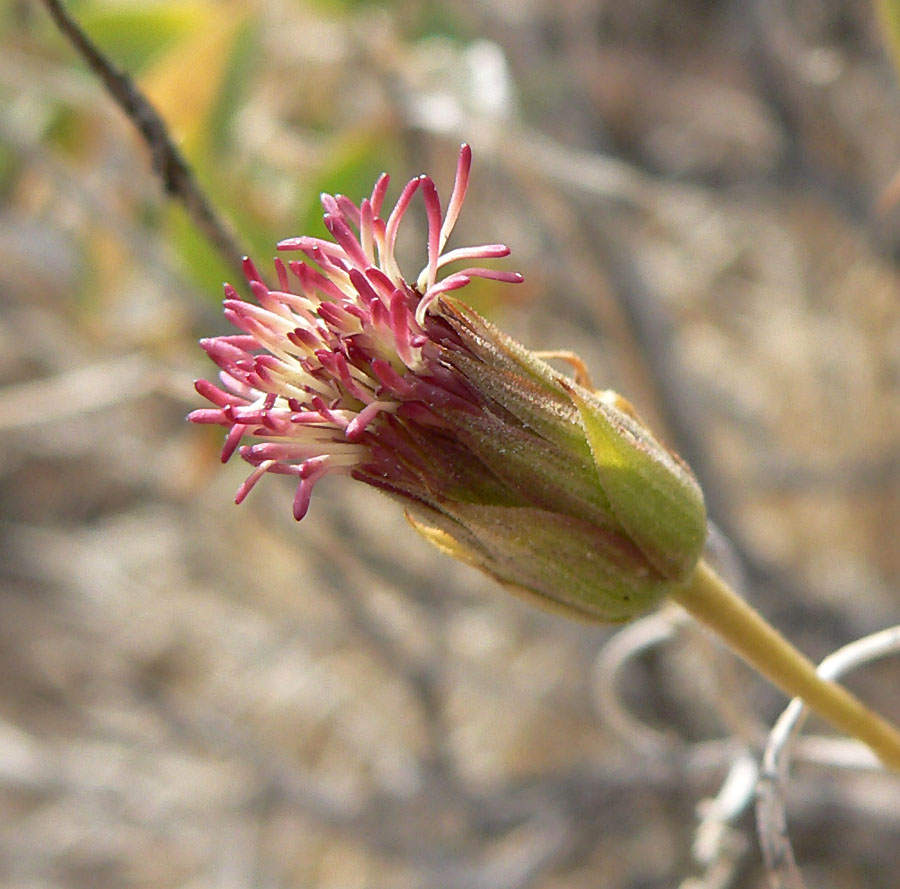
Detalle

## Distribución y hábitat
Es originaria de las regiones desérticas del suroeste de los Estados Unidos (Arizona, California, Nevada, Utah) y el noroeste de México (Sonora y Baja California).

## Descripción
Brickellia atractyloides es un arbusto que alcanza un tamaño de hasta 50 cm de altura. Produce muchas pequeñas cabezas de flores de color crema de verde pálidos los floretes del disco, pero no flores liguladas.

## Taxonomía
Brickellia atractyloides fue descrita por Asa Gray y publicado en Proceedings of the American Academy of Arts and Sciences 8: 290. 1870.
Etimología
Brickellia: nombre genérico otorgado en honor del médico y naturalista estadounidense John Brickell (1749-1809).
atractyloides; epíteto latíno que significa "similar al género Atractylis"
Variedad aceptada
- Brickellia atractyloides var. odontolepis (B.L.Rob.) Jeps.

Sinonimia
- Brickellia arguta var. arguta
- Brickellia atractyloides var. atractyloides
- Coleosanthus atractylodes (A.Gray) Kuntze
- Coleosanthus venulosus Nelson[7]